# ۱۶۱۹ (میلادی)
۱۶۱۹ (میلادی) هزار و ششصد  و نوزدهمین سال تقویم میلادی است.

## زادگان
- ۲۹ اوت – ژان-باتیست کولبر، اقتصاددان فرانسوی (د. ۱۶۸۳)

## درگذشتگان
- ۱۳ مارس – ریچارد باربیج، بازیگر بریتانیایی